# 斯坦科瓦

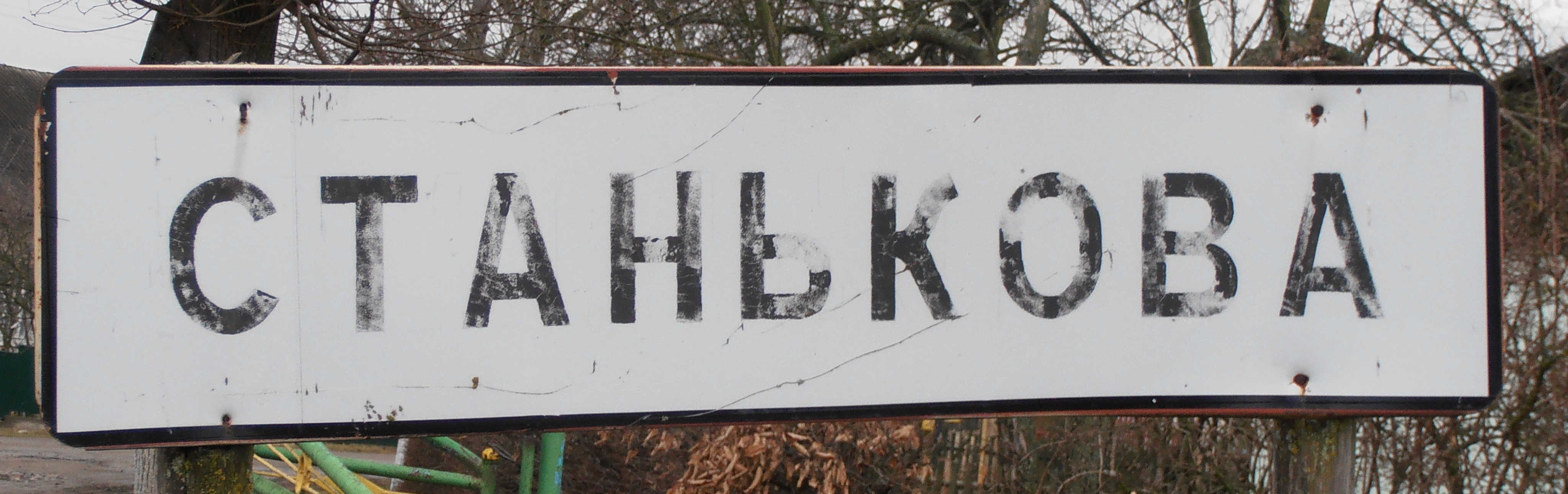

斯坦科瓦（烏克蘭語：Станькова），是烏克蘭的村落，位於該國西部伊萬諾-弗蘭科夫斯克州，由卡盧什區負責管轄，始建於1158年，面積17.4平方公里，2001年人口1,266，人口密度每平方公里73人。
49°9′10″N 24°18′5″E / 49.15278°N 24.30139°E